# Kozakowce
Kozakowce (biał. Казакоўцы; ros. Казаковцы) – wieś na Białorusi, w obwodzie grodzieńskim, w rejonie mostowskim, w sielsowiecie Dubno.
W dwudziestoleciu międzywojennym leżały w Polsce, w województwie białostockim, w powiecie grodzieńskim, w gminie Dubno. W 1921 wieś zamieszkiwało 112 osób. Cała populacja była Białorusinami wyznania prawosławnego.